# ヘルゴランド＝ザンジバル条約
ヘルゴラント＝ザンジバル条約（ドイツ語: Helgoland-Sansibar-Vertrag）は、1890年7月1日に当時のイギリス帝国とドイツ帝国の間で結ばれた条約。イギリス側の名称でヘリゴランド＝ザンジバル条約（英語: Heligoland-Zanzibar Treaty）と記されているものもある。

## 領土の交換

### ドイツが獲得した領土
この条約は、ドイツが東アフリカのザンジバルと北海のヘルゴラント島を交換したかのように誤解されることが多い。正確には、ドイツは北海のヘルゴラント島とカプリビ回廊（現在のナミビアのザンベジ州）及びドイツ領東アフリカの核となるダルエスサラームの海岸（後のタンガニーカ、現在のタンザニアの本土部分）を獲得した。
カプリビ回廊は、ドイツの植民地であるドイツ領南西アフリカとドイツ領東アフリカを結ぶザンベジ川が通っており、ドイツはその航路の確保を目的として回廊を獲得した。しかし、ザンベジ川には世界三大瀑布の一つとしても知られるヴィクトリアの滝などがあったため、航行は不可能だった。

### イギリスが獲得した領土
ドイツは条約で、ケニア海岸沿いにある小さな保護領ウィトゥランド（Wituland、スワヒリランド Swahililand とも）の権益をイギリスに譲与しイギリス領東アフリカの一部とすることを認めた。その場所はイギリスにとって決定的なもので、ビクトリア湖に至る鉄道を建設するために必要だった。また、イギリスがザンジバルに関して取る行動について、ドイツは干渉しないことを約束した。 
その後、イギリスはザンジバル・スルタン国の保護国化を宣言し、1896年のイギリス・ザンジバル戦争によって、以後実効支配した。
そのうえ、条約はドイツが関心を持っていたドイツ領南西アフリカ（現在のナミビア）北東のカプリビ回廊の権益を確定させ、ドイツ領トーゴラントとイギリス領ゴールドコースト植民地、およびドイツ領カメルーンとイギリス領ナイジェリアの国境問題を解決した。